# 凌遅刑
凌遅刑（りょうちけい）とは、清の時代までの中国や李氏朝鮮の時代までの朝鮮半島で処された処刑の方法のひとつ。人間の肉体を少しずつ切り落とし、長時間にわたり激しい苦痛を与えながら死に至らしめる処刑方法で、中国史上最も残酷な刑罰とも評されている。

## 概要
歴代中国王朝が科した刑罰の中でも最も重い刑とされ、反乱の首謀者などに科された。『水滸伝』に凌遅刑の記述が記されている。別名を剮、寸磔とも称し、中国の史書に「磔死」の語が多く登場するが、いわゆる磔ではなく凌遅を指し、蒸殺が最も重い刑罰とされた李氏朝鮮でも実施された。酷似した処刑法に隗肉刑がある。

## 中国
死体を陵辱する刑罰は、有史以前から中国で存在した。「孔子の弟子である子路が反乱で落命し、体を切り刻まれて塩漬けにされる刑罰を受けた」の記述が『史記』「孔子世家」にあり、漢の時代は、彭越が斬首されて腐敗しないようにその死骸を切り刻まれて塩漬けにされたほか、首を市にさらす棄市という処刑法もあり、隋の時代に斛斯政もほぼ同様に処刑され、釜茹でにされた。秦、漢、魏晋南北朝、隋唐までは、反乱者も単なる斬首刑で死刑に処すことが原則で、凌遅刑が法制化されたのは唐滅亡後の五代十国時代である。混迷した中国大陸を統一した宋の時代に、斬首、絞首にならぶ死刑の手段とされたが実施されなかった。これらの時代は、少数民族が言語や文化・習俗などが大きく異なる圧倒的大多数の漢民族を中央集権的に統治するため、恐怖政治に頼らざるを得なかった征服王朝の制度も影響し、「長時間苦痛を与えたうえで死に至らす刑」として凌遅刑が政府の刑罰として定着した。同じ少数民族同士ではあるが金の時代、モンゴルのアンバガイ・ハーンに対して「木馬に生きながら手足を釘で打ち付け、全身の皮を剥がす」処刑を執った。明代は袁崇煥が、清代は、国家転覆を企図した謀反人に対する処刑方法とされた。凌遅刑は貴賤や老若男女問わず重罪人に対し行われている。
この手法は残虐であるとして何度か廃止が建議された。清末に西洋のジャーナリストらがこの刑罰の凄惨な様子を当時の最新機器であった写真などで伝えると「中国の野蛮な刑罰」と非難された。光緒31年（1905年）に公式に廃止されたが、チベット地方で1910年頃まで行われていたという記録もある。

## 朝鮮
朝鮮では凌遅処斬（능지처참, 凌遲處斬）または凌遅処死（능지처사, 凌遲處死）と称される。三つの等級に分けられ、一等級は墓に葬られた死体を掘り起こして胴体、腕、脚など六部分に切り取って晒し、二等級は牛を用いて八つ裂き、三等級は存命のまま皮膚を剥ぐ。高麗の恭愍王の時代に導入され、李氏朝鮮の太宗のほか、世祖や燕山君や光海君の治世でしばしば執行されたとされる。その後は仁祖により段階的に禁止されたものの、実際は高宗の時代に実施された甲午改革（1894年）に際して廃止された。

## 凌遅刑にされた人々

### 唐代
顔杲卿（ただしこれは反乱軍による処刑である）

### 明代
王山
英宗の信を得て権勢をふるった宦官・王振の甥。王振が主導してオイラトへの無謀な親征を勧め、大敗北を喫し英宗が捕虜になる土木の変の原因を作ったことで于謙らに糾弾され、1449年、王振らの家財没収とともに処刑された。
鄭旺
北京の貧民。鄭旺妖言案の首謀者、正徳帝の母方祖父を自称した。1507年、処刑された。
劉瑾
明代の宦官。皇帝にとり入って国政を壟断したが、皇位簒奪を企てたとして1510年、「凌遅三日」を宣告され、その処刑の経緯は、当時の刑務官による詳細な記録が残されている。
楊金英
嘉靖帝の宮女。壬寅宮変の犯人の一人。1542年、処刑された。
王寧嬪
嘉靖帝の妃嬪。壬寅宮変の主犯とされ、1542年、処刑された。
曹端妃
嘉靖帝の妃嬪。壬寅宮変に直接関与しなかったが内情を知っていたために、1542年、処刑された。
鄭鄤
1639年に崇禎帝の指示により処刑された、科挙を経て官僚になった人物で、派閥争いに巻き込まれ、（強引に?）罪（母を虐待し妹を犯した）を突きつけられた上に凌遅刑に処された。劉瑾と同じく処刑の詳細が記されている。処刑された後の鄭鄤の肉を拾い販売する業者もいたと記されている。
袁崇煥
斜陽の明にありながら清（後金）の侵攻を何度も撃退し、三国志演義の諸葛亮にも比較されるほどの名将だったが、身内に謀反を疑われて（清による策略）明最後の皇帝である崇禎帝により1630年、処刑された。
李逢
平正成
文禄・慶長の役の露梁海戦で捕らえられた日本人捕虜で島津義弘麾下の武将とされる人物で、その実在は不明。1599年、処刑された。享年40。
平秀政
文禄・慶長の役の露梁海戦で捕らえられた薩摩の日本人捕虜で島津義弘の族姪とされるが、日本側の資料にはその名前は記載されていない。1599年、処刑された。享年27。

### 清代
耿精忠
清朝の軍人、靖南王。清に対して三藩の乱を起こし失敗。1682年、北京で処刑された。
朱慈煥
明の皇族の末裔。私塾を開いてひっそりと生きていたところ、75歳で捕縛され、「心の中で謀反を考えなかったとは言えない」という罪で1708年、北京で処刑された。
林爽文
台湾で起きた反乱事件・林爽文の乱の指導者。1788年、北京で処刑された。
王阿従
プイ族の女巫。清に対して蜂起の指導者。1797年、北京で処刑された。
林清
天理教の乱の指導者。1813年、北京で処刑された。
李開芳
太平天国の武将。1855年、北京で処刑された。
林鳳祥
太平天国の武将。1855年、北京で処刑された。
陳玉成
太平天国の武将。1862年、河南で処刑された。
張楽行
捻軍の武将。張洛行ともいう。1863年、亳州で処刑された。
蘇天福
捻軍の武将。1863年、北京で処刑された。
石達開
太平天国の「翼王」。成都で部下の曽仕和、黄再忠、韋普成と共に1863年､処刑された。
李秀成
太平天国の「忠王」。1864年、南京で処刑された。
洪天貴福
太平天国の「幼天王」。洪秀全の長男。1864年、南昌で処刑された。15歳を迎える直前の処刑で史上最年少の凌遅刑の受刑者とされる。
頼文光
捻軍の武将。1868年、揚州で処刑された。
張文祥
馬新貽暗殺事件の犯人として1870年、南昌で処刑された。
富珠哩
公式には最後の受刑者として1905年4月10日、北京で処刑された。
呉良輔
福筑力
曾静
雍正帝の代に『大義覚迷録』を批判して、四川総督岳鍾琪を唆して、逮捕されたが助命された。しかし、即位したばかりの乾隆帝によって、北京で処刑された。
 
王維勤
 

### 朝鮮
金長孫
壬午事変の首謀者の1人。彼以外に10名以上が同処刑法で処罰された。
金玉均
暗殺された後、朝鮮政府によって遺体がこの刑に処された。写真も現存している。
許筠
光海君に仕えた文人。李氏朝鮮の宮中において内紛が続くなか、讒言によって叛乱計画の首謀者に問われた。

## 備考
近代以前は、イギリスやフランスにおいても類似した処刑方法が行われていた。詳細については首吊り・内臓抉り・四つ裂きの刑を参照。